# Auneuil
Auneuil est une commune nouvelle française située dans le département de l'Oise en région Hauts-de-France créée le 1er janvier 2017 par la fusion des deux anciennes communes d'Auneuil et de Troussures, qui ont désormais le statut de communes déléguées.

## Géographie

### Description
Auneuil est située dans le pays de Bray au pied du pays de Thelle à 13 km de Beauvais, à 17 km de Noailles, à 18 km de Chaumont-en-Vexin, à 22 km de Gisors, à 26 km de Gournay-en-Bray et à 27 km de Marines.
Du sud au nord, on rencontre les champs ouverts sur le plateau du Thelle qui culmine à 234 m à la Neuville-sur-Auneuil, puis un coteau boisé et sinueux orienté au nord, enfin la vallée du Bray, qui possède partiellement des prairies bocagères et où s'écoulent plusieurs ruisseaux en direction du nord-est, dont le Ru d'Auneuil, affluent de l'Avelon. Le point le plus bas de la commune est situé au bord du Ruisseau de Friancourt entre les bois de Beaufays et de Saint-Léger, à une altidude de 87 m.

### Communes limitrophes
Les communes limitrophes sont  Beaumont-les-Nonains, Berneuil-en-Bray, La Houssoye, Le Vauroux, Les Hauts-Talican, Rainvillers, Saint-Léger-en-Bray, Saint-Martin-le-Nœud et Villers-Saint-Barthélemy.

### Hydrographie

#### Réseau hydrographique
La commune est située dans le bassin Seine-Normandie. Elle est drainée par le cours d'eau 01 de la commune de Saint-Léger-en-Bray, le ru d'Auneuil, le ruisseau du Moulinet, le fossé des Ponceaux et le ruisseau de Friancourt,,.

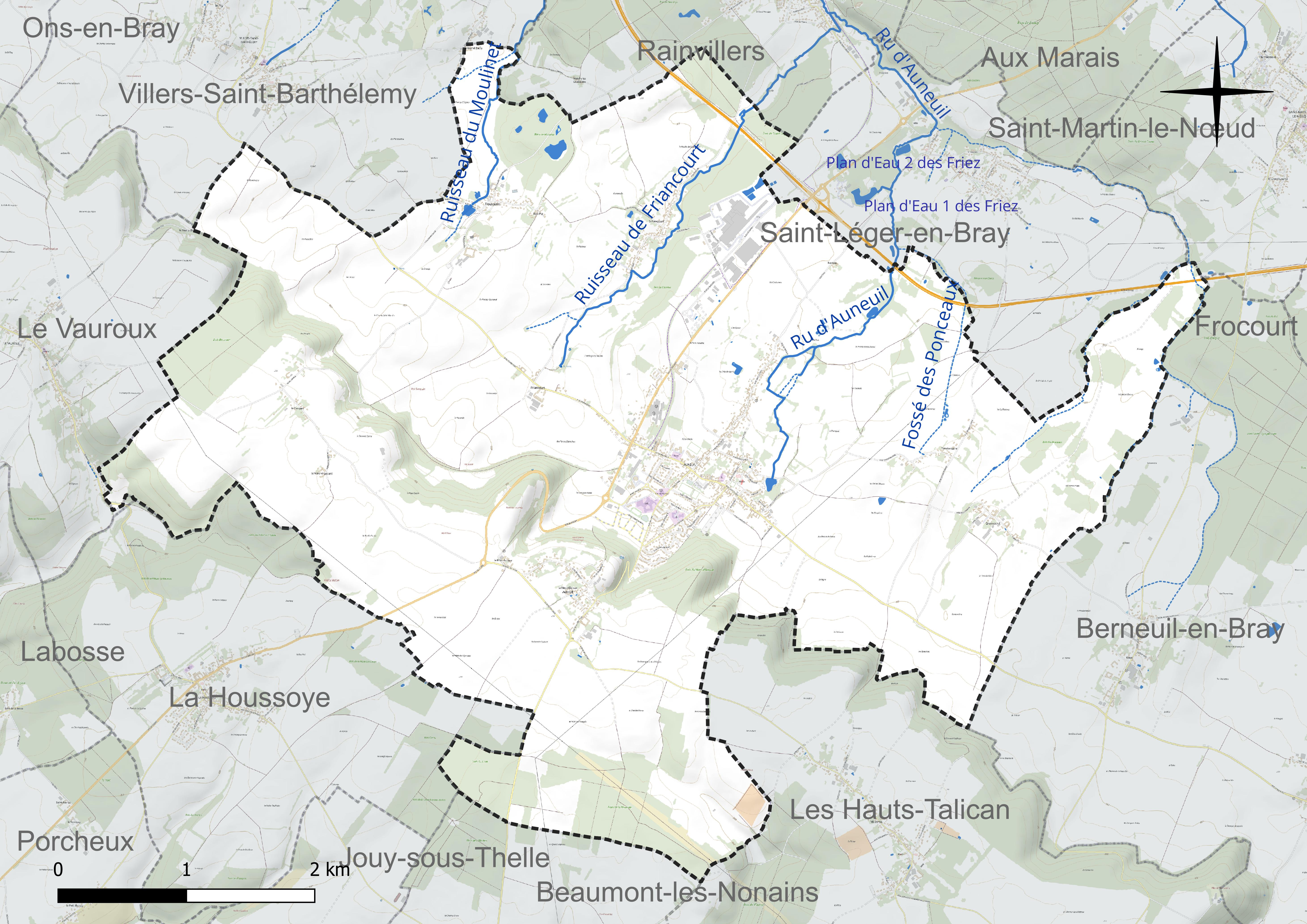
Réseau hydrographique d'Auneuil.

Un plan d'eau complète le réseau hydrographique : le plan d'eau du Bois de Malaise (1,5 ha),.

#### Gestion et qualité des eaux
Le territoire communal est couvert par le schéma d'aménagement et de gestion des eaux (SAGE) « Sensée ». Ce document de planification concerne un territoire de 1 219 km2 de superficie, délimité par le bassin versant du Thérain. Le périmètre a été arrêté le 27 janvier 2023 et le SAGE proprement dit est, en 2024, en cours d'élaboration. La structure porteuse de l'élaboration et de la mise en œuvre est le syndicat intercommunal de la Vallée du Thérain (SIVT).
La qualité des cours d'eau peut être consultée sur un site dédié géré par les agences de l'eau et l'Agence française pour la biodiversité.

### Climat
Pour des articles plus généraux, voir Climat des Hauts-de-France et Climat de l'Oise.
En 2010, le climat de la commune est de type climat océanique dégradé des plaines du Centre et du Nord, selon une étude du CNRS s'appuyant sur une série de données couvrant la période 1971-2000. En 2020, Météo-France publie une typologie des climats de la France métropolitaine dans laquelle la commune est exposée à un climat océanique et est dans la région climatique Sud-ouest du bassin Parisien, caractérisée par une faible pluviométrie, notamment au printemps (120 à 150 mm) et un hiver froid (3,5 °C).
Pour la période 1971-2000, la température annuelle moyenne est de 10,3 °C, avec une amplitude thermique annuelle de 14,4 °C. Le cumul annuel moyen de précipitations est de 751 mm, avec 11,5 jours de précipitations en janvier et 8,1 jours en juillet. Pour la période 1991-2020, la température moyenne annuelle observée sur la station météorologique la plus proche, située sur la commune de Jaméricourt à 11 km à vol d'oiseau, est de 11,0 °C et le cumul annuel moyen de précipitations est de 695,7 mm,. Pour l'avenir, les paramètres climatiques de la commune estimés pour 2050 selon différents scénarios d'émission de gaz à effet de serre sont consultables sur un site dédié publié par Météo-France en novembre 2022.

## Urbanisme

### Typologie
Au 1er janvier 2024, Auneuil est catégorisée bourg rural, selon la nouvelle grille communale de densité à sept niveaux définie par l'Insee en 2022.
Elle appartient à l'unité urbaine d'Auneuil, une unité urbaine monocommunale constituant une ville isolée,. Par ailleurs la commune fait partie de l'aire d'attraction de Beauvais, dont elle est une commune de la couronne,. Cette aire, qui regroupe 162 communes, est catégorisée dans les aires de 50 000 à moins de 200 000 habitants,.

### Morphologie urbaine
L'habitat groupé domine. Des usines se répartissent dans l'axe constitué par la RD 981 et l'emprise de l'ancienne voie ferrée, qui est coupée transversalement par la D 2, rue principale du centre-ville et en limite de commune par la RN 31, rocade Sud de Beauvais.

### Voies de communication et transports
La commune est desservie, en 2023, par la ligne 511, des lignes scolaires et le service de transport à la demande Corolis à la demande - Zone Sud du réseau Corolis. Elle est également desservie par les lignes 607, 6107, 6138, 6145 et 6146 du réseau interurbain de l'Oise.

## Toponymie

### Auneuil
La plus ancienne forme connue du nom est « Aneolium », attestée en 1020 ; dérivée de « Alnoialum », qui est composé du latin alnus  (aulne, aune) et du gaulois ialo-  (clairière), Auneuil signifiait donc clairière aux aulnes ,.
Latinisé en alum, le gaulois  ialo- est fréquent après un nom d'arbre, et on le retrouve en gallois où « tir ial » signifie « terrain découvert ». Combiné à la voyelle « -o » du mot précédent, il a donné la terminaison « -euil » comme dans le nom des communes proches Auteuil et Berneuil-en-Bray,.

### Bocteau
Bocquetaux sur la carte de Cassini. De boqueteau « bosquet ».

### Friancourt
Fredincurta en 1064, Friencurt en 1097. Nom d'homme germanique suivi par le latin cōrtem « domaine » (dérivé de cohors).

### Grumesnil
Gruen-Mainil en 1097, Greumenillum en 1292. Mainil / mesnil, provient du latin mansionile « maison de paysan, habitation avec portion de terre ».

### La Neuville-sur-Auneuil
Contraction de la Neuve-ville « le nouveau village », du bas latin nova « neuve » et villa « ferme → village ».

### Le Marché Godard
Marche Godart sur la carte de Cassini. Ferme fondée vers le XVe siècle. Godard / Godart est un nom de baptême d'origine germanique, de god- «dieu» et hard- «dur, fort».

### Sinancourt
Saisnencourt en 1097, Sesnencourt en 1239. Nom d'homme germanique suivi par le latin cōrtem « domaine » (dérivé de cohors).

### Tiersfontaine
Iterfontana en 1097. Bas latin fontana « source », du latin fons « source ».

### Troussures
Troussures est attesté sous la forme Trussurius en 1078, puis Trossures en 1118. Plusieurs hypothèses ont été émises pour l'expliquer par l'ancien français :
- De torseüre « ce qui est troussé », en fagot, ce qui évoquerait un défrichement.
- De torsure « repli de terrain ».
- De trosseure, troussure « charge, paquet, objet volumineux », en rapport avec un entrepôt, un point de chargement[28].

## Histoire

### Antiquité
La commune était traversée par une voie romaine venant de Beauvais. Au Bocteau, où l'on a découvert des tuiles d'un bâtiment antique, elle bifurquait : une voie menait à Gisors via Porcheux, l'autre par Loconville et Liancourt rejoignait la voie Paris - Rouen et est indiquée sur l'Itinéraire d'Antonin,.
Des traces d'une villa gallo-romaine ont été trouvées près d'une ferme isolée et des vestiges romains au lieu-dit Terre Nitot.

### Moyen Âge
Au lieu-dit la Croix des Pères au nord de la gare, a été découvert un sarcophage avec des objets datant du haut Moyen Âge.
Le prieuré d'Auneuil a été fondé en 1068 par Adélard ; il comprenait notamment un vivier à Friancourt.
En 1115, Dreu, seigneur d'Auneuil, tente de s'émanciper du pouvoir de l'évêque Pierre de Dammartin en refusant son service de casatus (vraisemblablement un stage de 40 jours) puis il cède car le Pape le menace d'excommunication.
Au XIIIe siècle, les moines du prieuré cessent de s'occuper du service religieux de la paroisse, et sont remplacés par un curé.

### Époque contemporaine
En 1790, lors de la Révolution française, le seigneur d'Auneuil émigre. Le prieuré est vendu à un particulier en 1791.
Auneuil devient chef-lieu de canton en 1790, Frocourt s'y substitue de 1795 à 1802 puis Auneuil redevient chef-lieu jusqu'en 2015, lorsque prend effet le nouveau découpage territorial.
Une école primaire pour les filles est fondée en 1832 par la sœur Rose Masson.
Le développement économique de la commune, jusqu'alors constituant essentiellement un bourg rural, intervient grâce aux matières premières argileuses disponible en grande quantité dans le pays de Bray qui permettent l'implantation de tuileries et de faïenceries.
En 1848, la société Ledru emploie 280 salariés, dans le textile, c'est alors la sixième du département en nombre d'ouvriers. Au XIXe siècle, la fabrique de céramiques Boulenger prospère, des usines s'étendent le long de la route nationale et de la voie ferrée. Les frères Boulenger diversifient la production de l'entreprise avec la fabrication de tuiles et de carreaux puis dans  la  réalisation  de  carreaux  incrustés  formant une mosaïque  pour  lesquels  ils  recevront  diverses médailles et prix sous le Second Empire.
Lors de la guerre franco-allemande de 1870, un escadron de cavalerie prussienne occupe la ville
La ligne de Beauvais à Gisors-Embranchement, reliant  Beauvais à Gisors, est mise en service en 1875. Elle traverse Auneuil et favorise le développement industriel de la commune, notamment de la faïencerie, qui dispose d'un embranchement particulier ; le trafic voyageurs cesse définitivement en 1942 et le trafic marchandises est abandonné en 2010.

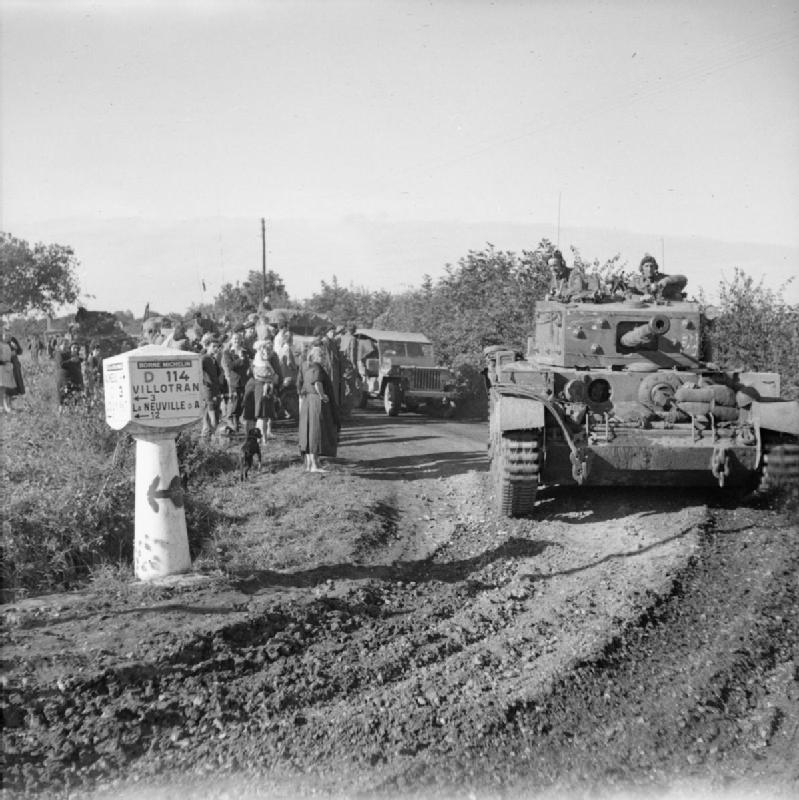
Chars britanniques à Auneuil, le 31 août 1944.

Pendant la Seconde Guerre mondiale, l'armée allemande installe une kommandantur et un régiment d'infanterie. La libération par un régiment anglais entraîne des morts dans chaque camp.
Dans les années 60, une zone industrielle est créée entre Auneuil et Sinancourt, traversée par la voie ferrée, et bordée par la D 981.
La  production de la faïencerie cesse en 1982, année où ferment également des tuileries. Une scierie cesse son activité en 1991.
Les anciennes communes d'Auneuil et de Troussures ont fusionné le 1er janvier 2017, devenant des communes déléguées de la commune nouvelle qui a conservé le nom d'Auneuil.
Cette fusion, décidée au cours de l'année 2016 afin de mutualiser les moyens et  de rationaliser la gestion des deux communes, a été adoptée à l'unanimité des deux conseils municipaux.
La fusion des deux communes d'Auneuil et de Troussure est décidée par un arrêté préfectoral du 30 décembre 2016

## Politique et administration

### Rattachements administratifs et électoraux
Depuis sa création en 2017, Auneuil est située dans l'arrondissement de Beauvais du département de l'Oise.
Pour les élections départementales, elle fait partie du canton de Beauvais-2
Pour l'élection des députés, elle fait partie de la deuxième circonscription de l'Oise.

### Intercommunalité
Les anciennes communes d'Auneuil et de Troussures étaient membres respectivement de la communauté d'agglomération du Beauvaisis et de la communauté de communes du Vexin-Thelle, deux établissements publics de coopération intercommunale (EPCI) à fiscalité propre.
La commune nouvelle d'Auneuil est membre depuis sa création de la communauté d'agglomération du Beauvaisis.

### Politique locale
Dans le cadre d'importants débats sur la créaation d'un méthaniseur à Auneuil, porté notamment par le maire Hans Dekker, 14 des 27 conseillers municipaux démissionnent en décembre 2022, entraînant l'organisation d'élections municipales partielles début 2023.

### Liste des maires
| Période      | Période   | Identité           | Étiquette | Qualité |
| ------------ | --------- | ------------------ | --------- | --- |
| janvier 2017 | mai 2020  | Robert Christiaens | DVD       | Retraité Maire de la commune déléguée d'Auneuil (2001 → 2016)                                                                 |
| mai 2020,    | mars 2023 | Hans Dekker        | SE        | Exploitant agricole Vice-président de la CA du Beauvaisis (2020 → 2023) Ancien président de l'OGEC de l'école du Saint-Esprit |
| mars 2023    | En cours  | Johnny Carminati   | SE        | Officier militaire retraité                                                                                                   |

## Démographie
L'évolution du nombre d'habitants est connue à travers les recensements de la population effectués dans la commune depuis sa création.
En 2022, la commune comptait 2 895 habitants, en évolution de −1,09 % par rapport à 2016 (Oise : +0,87 %, France hors Mayotte : +2,11 %).
| 1968  | 1975  | 1982  | 1990  | 1999  | 2008  | 2013  | 2019  |
| ----- | ----- | ----- | ----- | ----- | ----- | ----- | ----- |
| 1 784 | 2 202 | 2 475 | 2 865 | 2 911 | 2 963 | 2 986 | 2 836 |

## Culture locale et patrimoine

### Lieux et monuments

#### Auneuil
- Église Saint-Sébastien, près de la mairie d'Auneuil.
- Chapelle Notre-Dame-de-la-Pitié, située au bord de la D 2 à côté du carrefour avec la D 981.
- Le lavoir, classé, a donné son nom à l'école élémentaire « Le Vieux Lavoir »
- Musée de la céramique Boulenger : Il fait partie d'un ensemble conservé, avec le magasin d'expédition, qui témoigne de la richesse et de la diversité des mosaïques produites par l'usine Boulenger (ci-dessus)[31]. 
Situé dans le quartier de l'ancienne gare, il s'agit de la maison patronale que le dernier frère Boulenger a légué à la commune à sa mort en 1900, avec de nombreux ouvrages et pièces de collection. Celui-ci en avait déjà fait un musée à partir de 1885. Les façades de la maison sont a elle seule de véritables pièces de collection puisqu'on y retrouve des réalisations d'exception distinguées lors des expositions universelles. La villa est de style néo-classique, d'inspiration gréco-romaine. Elle est classée au Monuments historiques depuis 1991. Le musée est actuellement géré par le département de l'Oise.

- L'ancien hôtel Braconnier au coin de l'une des cités ouvrières de l'ancienne usine Boulenger

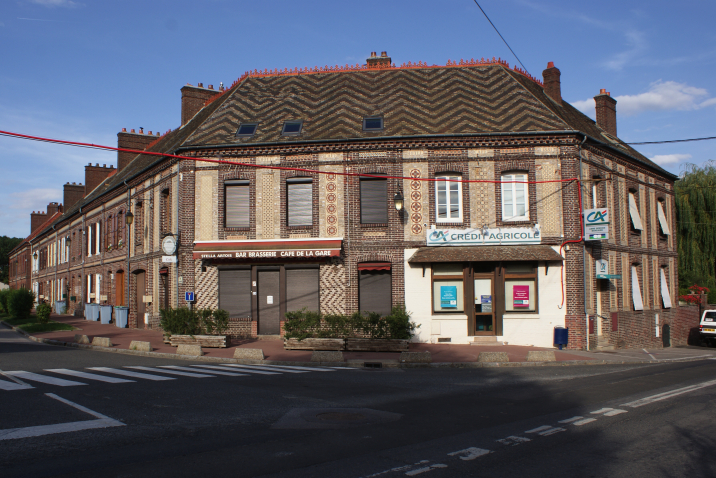
L'ancien hôtel Braconnier
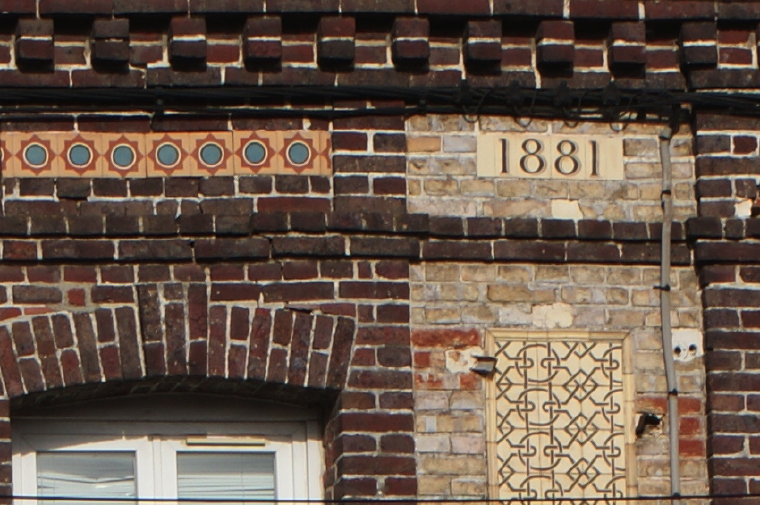
Datation sur la façade de l'ancien hôtel Braconnier.
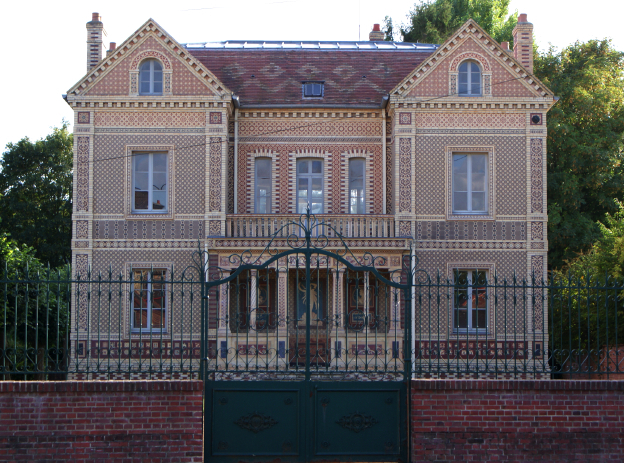
Le Musée de la céramique.
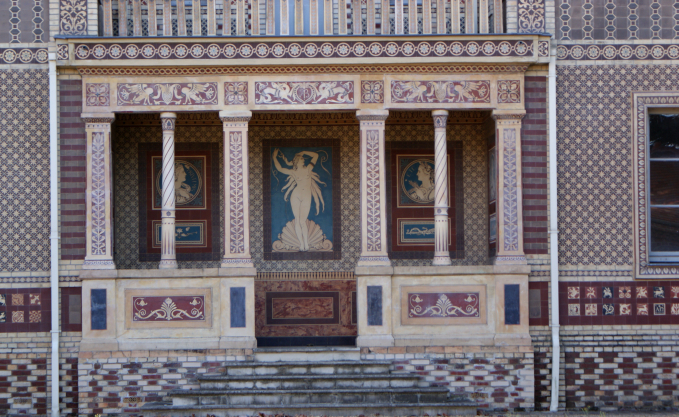
Entrée ornementale du Musée de la céramique.

#### Troussures
Le territoire de l'ancienne commune de Troussures contient deux objets classés à l'inventaire des monuments historiques et un lieu répertorié à l'inventaire général du patrimoine culturel : le jardin d'agrément du château.

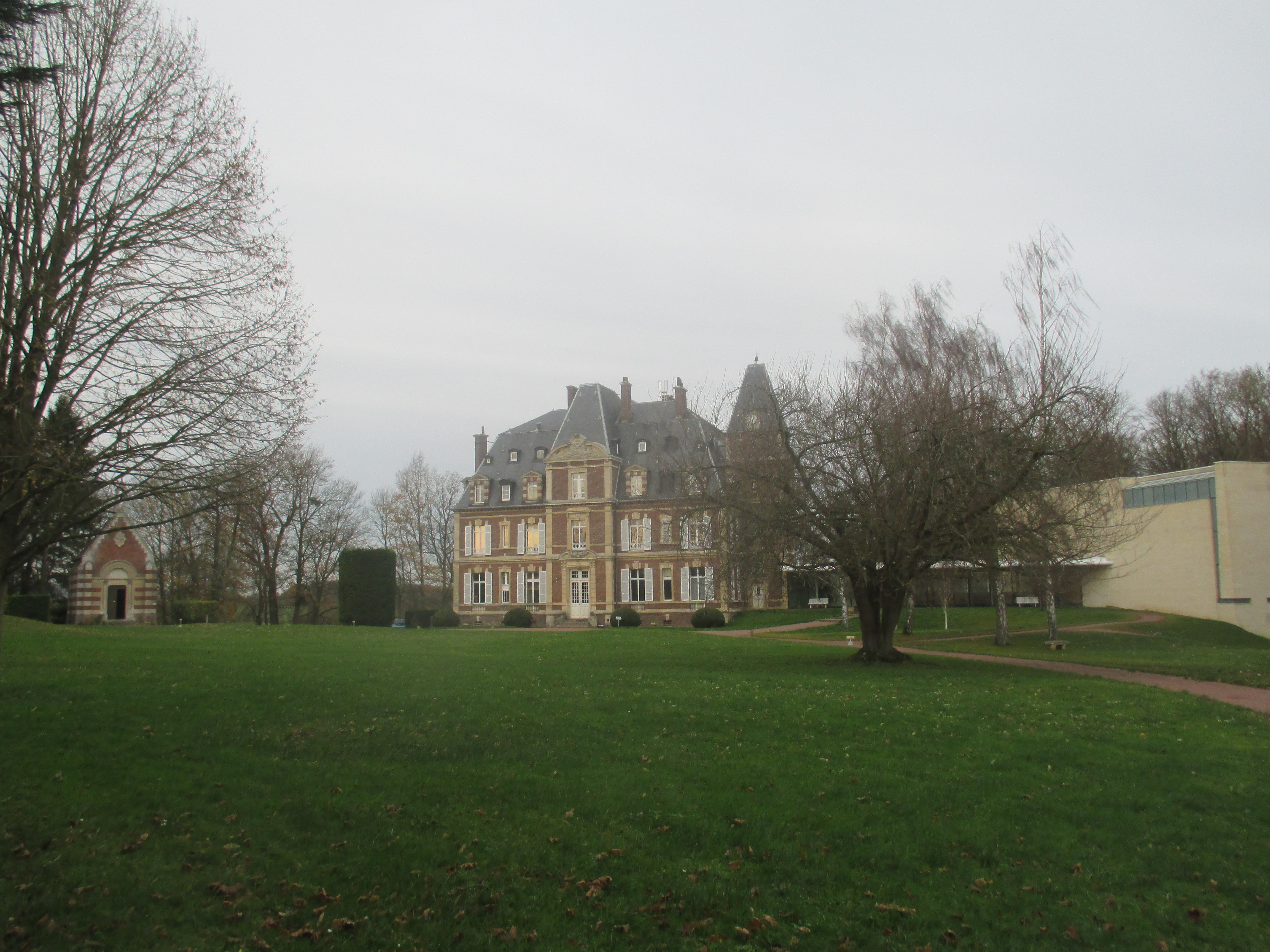
Vue du château de Troussures et du parc.
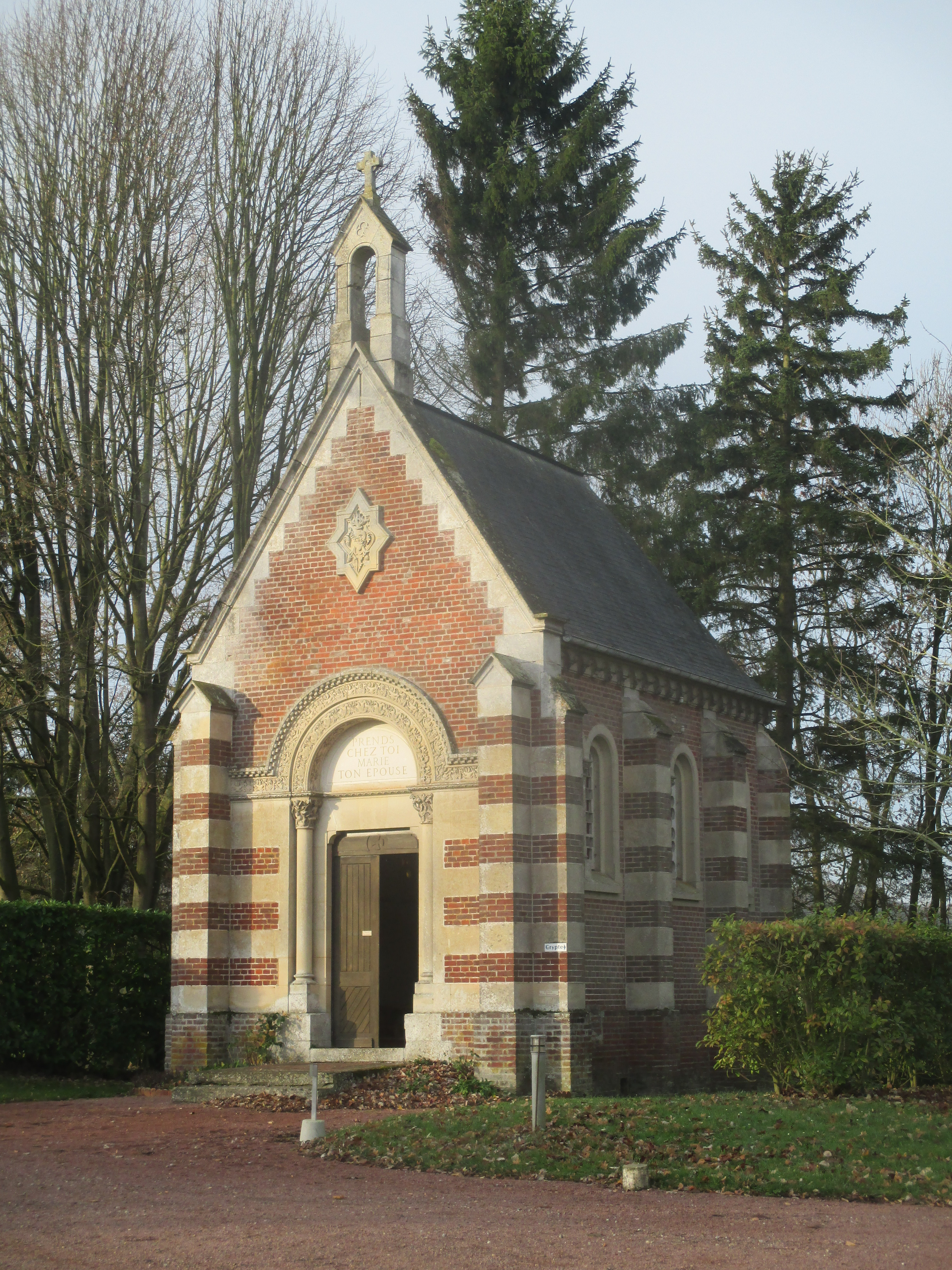
Vue de la chapelle du  parc du château.
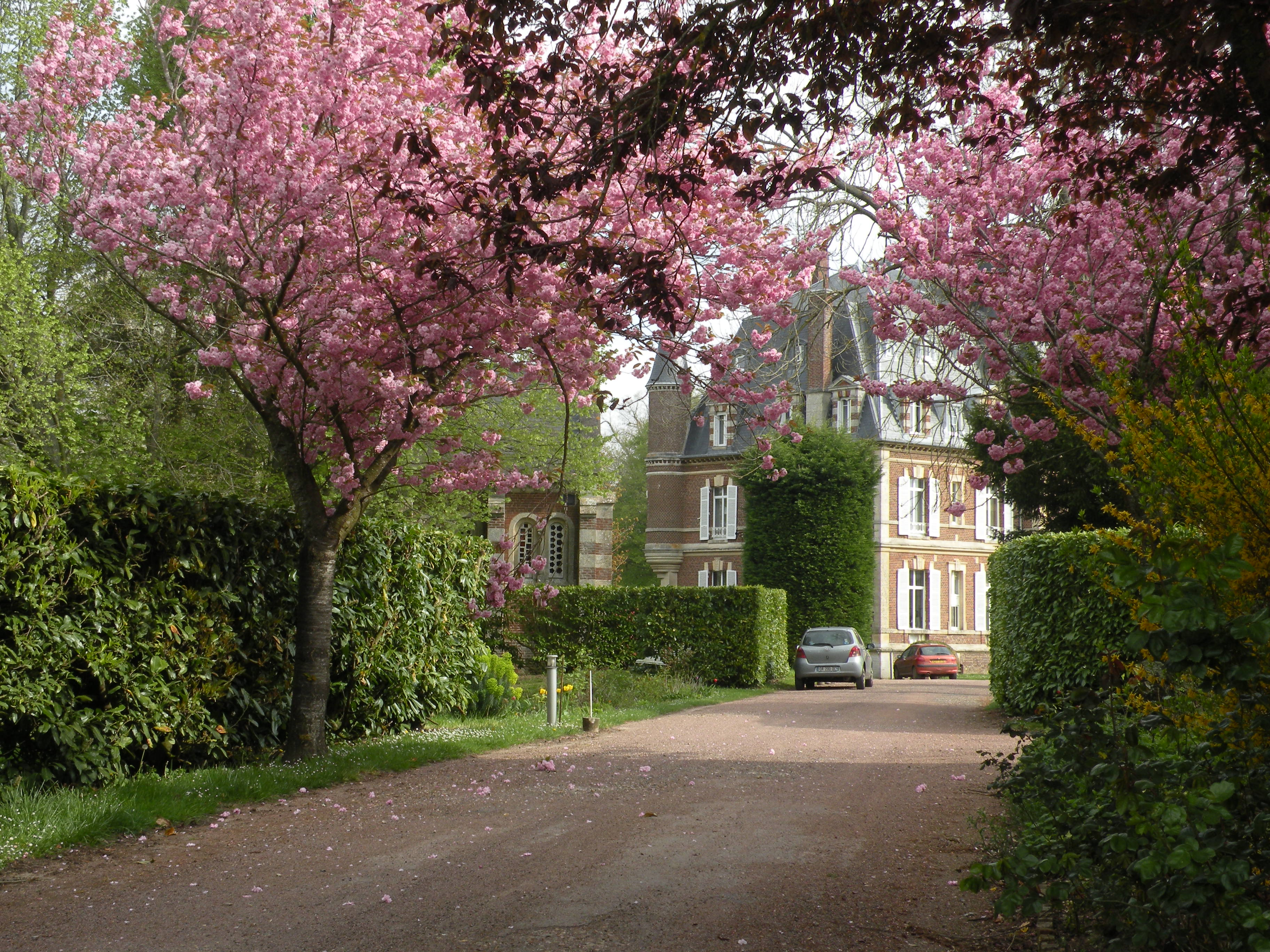
L'entrée du parc du château.
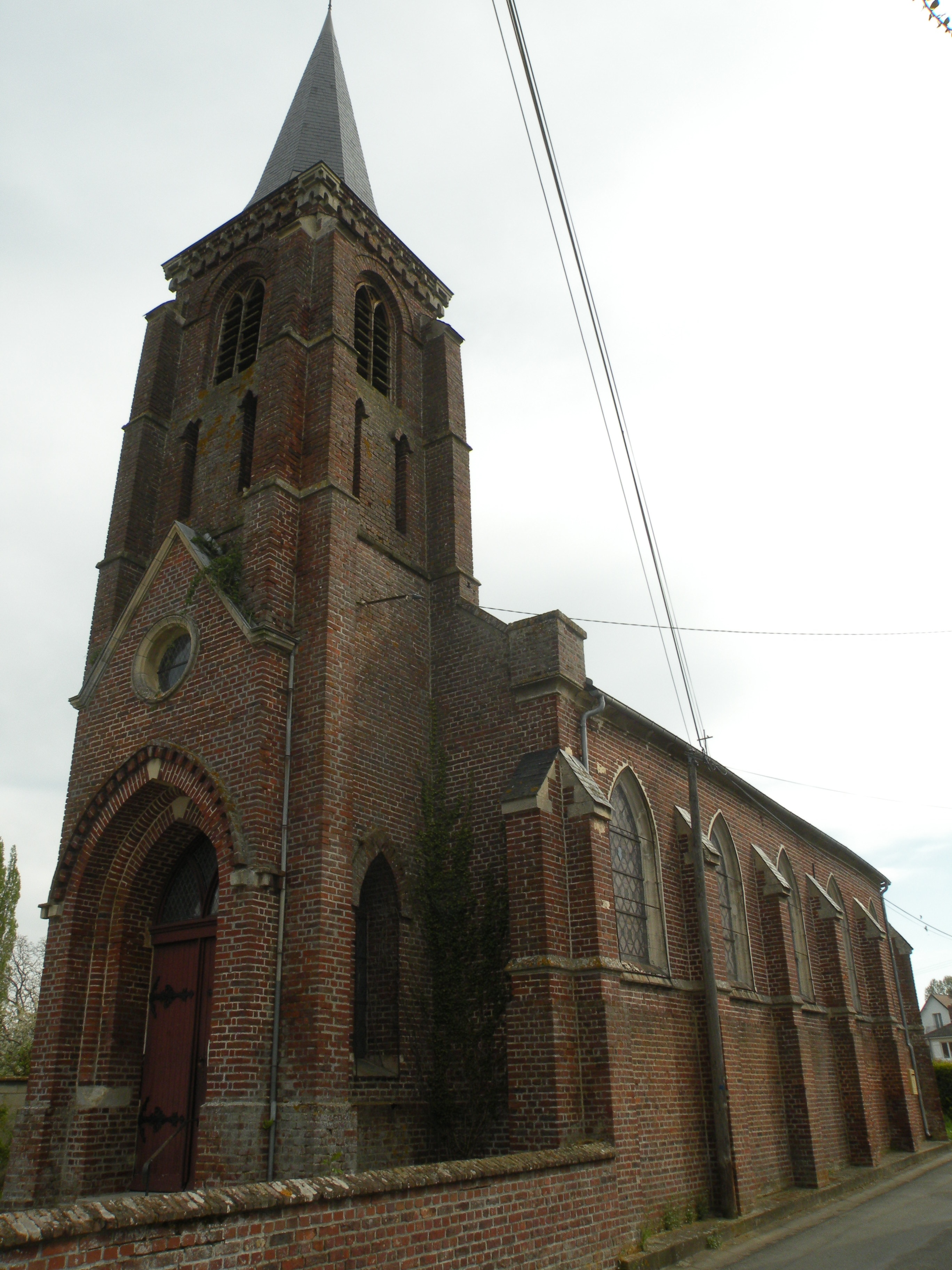
L'église Notre-Dame.

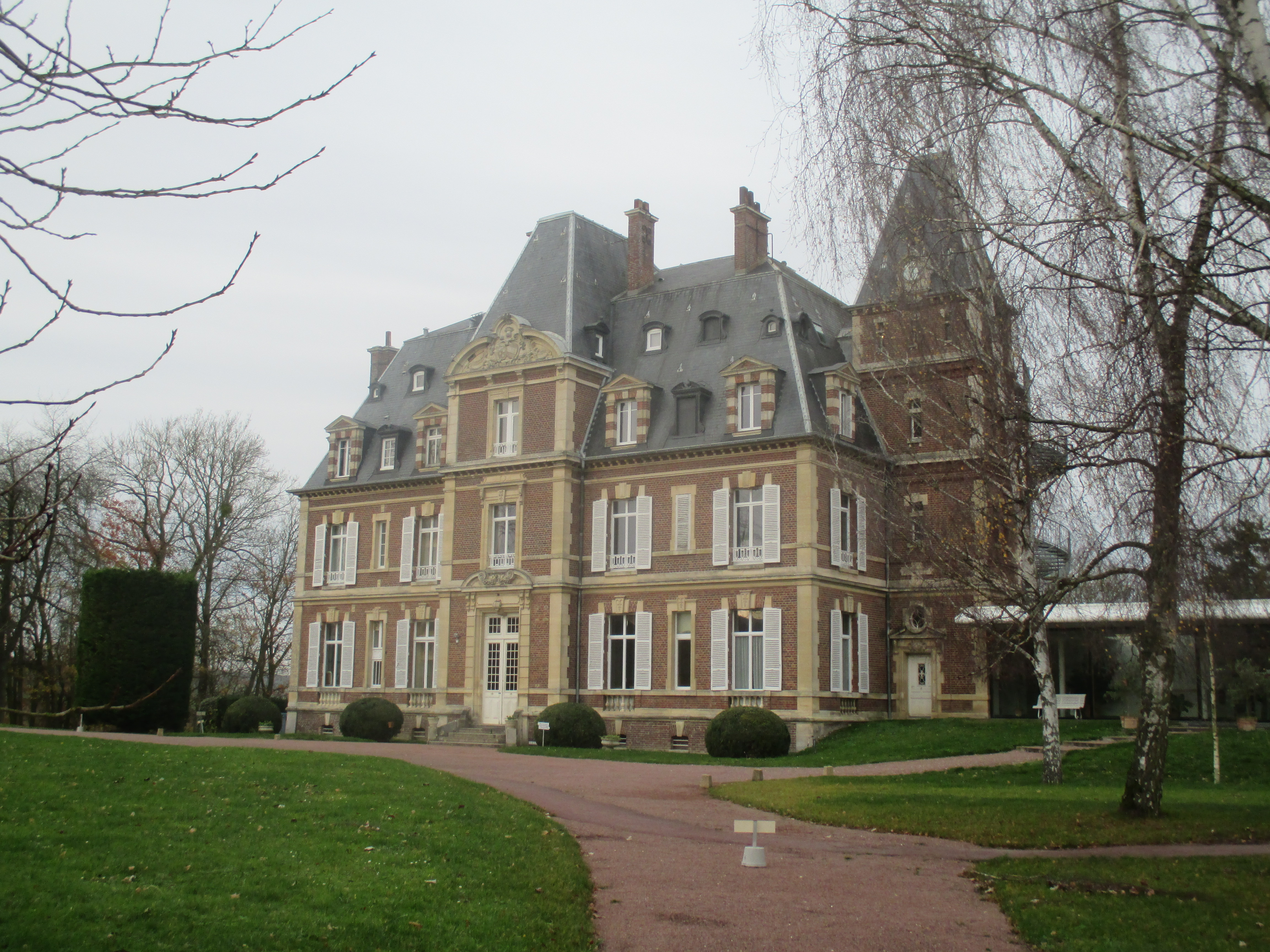
Le château de Troussures en décembre 2015.

- L'église Notre-Dame, détruite par la foudre, a été rebâtie au XVIe siècle. On y a retrouvé deux objets remarquables :
  - une statue en bois représentant la Vierge à l'Enfant (de hauteur 36,5 cm), classée depuis le 5 novembre 1912. Datée du XVe siècle, elle a été restaurée et conservée au musée départemental de l'Oise sous le numéro d'inventaire 75.77 ;
  - une seconde statue en bois représentant la Vierge à l'Enfant (de hauteur 101 cm), classée depuis le 15 avril 1966[44]. Datée du début du XVIe siècle, elle a été restaurée et déposée par la commune au musée départemental de l'Oise le 5 mars 1975. Elle porte le numéro d'inventaire 75.52.
- L'ancien château de Troussures, détruit en 1874, a été rebâti par Ludovic Le Caron de Troussures (1829-1914) dans un style néo-Louis XIII[45]. Il comportait à l'origine une aile aménagée pour accueillir la bibliothèque de son commanditaire, à l'époque la plus importante bibliothèque privée du Beauvaisis. Cette bibliothèque fut dispersée en plusieurs ventes publiques, à partir de 1909. En même temps que le château, fut construite une chapelle, dont la crypte abrite les dépouilles entre autres de Marie-Ferdinand Le Caron de Troussures[46] zouave pontifical, puis Volontaire de l'Ouest, tué héroïquement à la bataille de Loigny le 2 décembre 1870, dont le vitrail central du chœur commémore le martyre[47], et des pères Bernard Taillefer et Paul Doncœur[48]. Une nouvelle chapelle[49] a été construite, à l'emplacement de l'ancienne bibliothèque du château, au début des années 2000 par l'architecte Michel Macary, l'un des architectes du Stade de France[50]. Après sa vente par la famille Le Caron de Troussures, le château est successivement occupé par les jésuites dont le P. Doncœur qui en fait à partir de 1938 une maison de formation et de retraites spirituelles, puis il abrite les équipes Notre-Dame du P. Caffarel qui le rebaptise en maison de prières. Le prieuré accueille depuis Pâques 1997[51] la communauté Saint-Jean avec des frères[52] qui y organisent des retraites et des sessions, et une communauté de sœurs contemplatives. La communauté occupe également l'ancienne ferme du château à l'entrée du village et a fait construire une annexe, la maison Montjoie. L'ensemble porte le nom de prieuré Notre-Dame-de-Cana.

### Personnalités liées à la commune
- René Claude Cressonnier (1765-1841), juge de paix et député de l'Oise, né et mort à Auneuil.
- Émile Duchâtel, ingénieur ferroviaire né à Auneuil en 1876, ingénieur en chef du matériel et de la traction de la Compagnie des chemins de fer de l'Est  de 1918 à 1933.
- Paul Doncœur (1880-1961), jésuite, pionnier du scoutisme, mort et enterré à Troussures à la crypte de la chapelle du château.
- Henri Caffarel (1903-1996), prêtre catholique, fondateur du prieuré Notre-Dame-de-Cana, des Équipes Notre-Dame et des ex-éditions du feu nouveau à Troussures, où il est enterré au cimetière.